# Peter Kiellman
Peter Kiellman, född omkring 1673, död 1729, var en svensk borgmästare och riksdagsman.

## Biografi
Peter Kiellman föddes omkring 1673. Han arbetade som borgmästare i Mariestads stad och var riksdagsledamot för borgarståndet i Mariestad vid riksdagen 1719. Kiellman avled 1729 och begravdes 13 april samma år..